# Kamenica, Sevnica
Kamenica este o localitate din comuna Sevnica, Slovenia, cu o populație de 46 de locuitori.